# Serie B 2000-2001 (hockey su pista)
La Serie B 2000-2001 è stato il torneo di terzo livello del campionato italiano di hockey su pista per la stagione 2000-2001.
Al termine del campionato sono stati promossi in Serie A2 il Montebello e il Roller Suzzara.

## Prima fase

### Girone A

#### Squadre partecipanti
| Club                 | Città                    | Impianto                         | Stagione precedente |
| -------------------- | ------------------------ | -------------------------------- | ------------------- |
| Agrate Brianza       | Agrate Brianza (MB)      | Centro Sportivo Santa Caterina   |                     |
| Montebello           | Montebello (VI)          | Palazzetto dello sport           |                     |
| Montecchio M.        | Montecchio Maggiore (VI) | Palasport di Montecchio Maggiore |                     |
| Roller Lodi          | Lodi                     | PalaCastellotti                  |                     |
| Roller Scandiano (B) | Scandiano (RE)           | PalaRegnani                      |                     |
| Roller Suzzara       | Suzzara (MN)             | Palaroller                       |                     |

#### Classifica finale
|  | Pos. | Squadra              | Pt | G  | V | N | P | GF | GS | DR  |
|  | ---- | -------------------- | -- | -- | - | - | - | -- | -- | --- |
|  | 1.   | Montebello           | 22 | 10 | 7 | 1 | 2 | 65 | 26 | +39 |
|  | 2.   | Roller Suzzara       | 22 | 10 | 6 | 4 | 0 | 61 | 28 | +33 |
|  | 3.   | Roller Lodi          | 20 | 10 | 6 | 2 | 2 | 54 | 18 | +36 |
|  | 4.   | Agrate Brianza       | 10 | 10 | 3 | 1 | 6 | 42 | 48 | -6  |
|  | 5.   | Montecchio M.        | 10 | 10 | 3 | 1 | 6 | 32 | 83 | -51 |
|  | 6.   | Roller Scandiano (B) | 1  | 10 | 0 | 1 | 9 | 39 | 90 | -51 |

Legenda:
      Promosso in Serie A2 2001-2002.
Note:
Tre punti a vittoria, uno per il pareggio, zero a sconfitta.
Il Montebello prevale sul Roller Suzzara in virtù della migliore differenza reti.

### Girone B

#### Squadre partecipanti
| Club                    | Città          | Impianto              | Stagione precedente |
| ----------------------- | -------------- | --------------------- | ------------------- |
| Academy la Fenice       | Napoli         |                       |                     |
| Mens Sana Siena         | Siena          |                       |                     |
| Primavera Prato (B)     | Prato          | PalaRogai             |                     |
| Rotellistica Ceparanese | Bolano (SP)    |                       |                     |
| Sarzana                 | Sarzana (SP)   | Pista Vecchio Mercato |                     |
| SPV Viareggio (B)       | Viareggio (LU) | PalaBarsacchi         |                     |

#### Classifica finale
|  | Pos. | Squadra                 | Pt | G  | V  | N | P | GF | GS | DR  |
|  | ---- | ----------------------- | -- | -- | -- | - | - | -- | -- | --- |
|  | 1.   | Primavera Prato (B)     | 30 | 10 | 10 | 0 | 0 | 56 | 34 | +18 |
|  | 2.   | Academy la Fenice       | 24 | 10 | 8  | 0 | 2 | 66 | 28 | +38 |
|  | 3.   | Rotellistica Ceparanese | 16 | 10 | 5  | 1 | 4 | 51 | 58 | -7  |
|  | 4.   | Mens Sana Siena         | 10 | 10 | 3  | 1 | 6 | 47 | 43 | +4  |
|  | 5.   | Sarzana                 | 6  | 10 | 2  | 0 | 8 | 25 | 59 | -34 |
|  | 6.   | SPV Viareggio (B)       | 3  | 10 | 1  | 0 | 9 | 31 | 54 | -23 |

Legenda:
Note:
Tre punti a vittoria, uno per il pareggio, zero a sconfitta.

### Girone C

#### Squadre partecipanti
| Club               | Città                | Impianto      | Stagione precedente |
| ------------------ | -------------------- | ------------- | ------------------- |
| Club Ottoruote     | Salerno              | PalaTulimieri |                     |
| Libertas Genzano   | Genzano di Roma (RM) |               |                     |
| Roller Salerno (B) | Salerno              | PalaTulimieri |                     |

#### Classifica finale
|  | Pos. | Squadra            | Pt | G | V | N | P | GF | GS | DR |
|  | ---- | ------------------ | -- | - | - | - | - | -- | -- | -- |
|  | 1.   | Roller Salerno (B) | 9  | 4 | 3 | 0 | 1 | 21 | 12 | +9 |
|  | 2.   | Libertas Genzano   | 4  | 4 | 1 | 1 | 2 | 17 | 21 | -4 |
|  | 3.   | Club Ottoruote     | 4  | 4 | 1 | 1 | 2 | 12 | 17 | -5 |

Legenda:
Note:
Tre punti a vittoria, uno per il pareggio, zero a sconfitta.
La Libertas Genzano prevale sul Club Ottoruote in virtù della migliore differenza reti.

## Verdetti
| Verdetto             | Club                      |
| -------------------- | ------------------------- |
| Promosse in Serie A2 | Montebello Roller Suzzara |